# House (sjö)
House är en sjö i Antarktis. Den ligger i Östantarktis. Nya Zeeland gör anspråk på området. House ligger 934 meter över havet.